# الضياء (تعز)
الضياء هي إحدى قرى الجمهورية اليمنية. وهي تتبع جغرافيًا لمحافظة تعز. وإداريًا لمديرية الشمايتين. يبلغ تعداد سكانها 3176 نسمة حسب الإحصاء الذي جرى عام 2004.